# Frimley
Frimley est une ville d'Angleterre située dans le comté de Surrey. La ville de Frimley comptait 12 739 habitants au recensement de 2001.
En raison de son manque pratique de gares ferroviaires vraiment bien reliées à Londres, cette petite ville est considérée comme périphérique par rapport à celles de l'ouest avec de telles liaisons beaucoup plus directes et le confirme en termes de lieux populaires, à l'exception de sa rue principale traditionnelle et de nombreux petits entreprises. Son hôpital dessert le District et certains endroits au-delà.  L'accès rapide au plus grand aéroport du Royaume-Uni et aux « corridors » technologiques autour des deux autoroutes au nord est appréciable, tout comme le développement considérable de propriétés construites pour les militaires commandants et ordinaires de la région, étant donné le nombre d'anciens établissements militaires et les ces bases dans la localité.
Le nombre d'hôtels légèrement campagnards, de clubs de golf et même d'un lieu isolé de loisirs généraux et de divertissement nocturne est élevé.  À cet égard, le paysage ressemble à la partie la plus proche de l'est du Berkshire, avec ses grandes maisons fortement sécurisées et sa forêt entrecroisée.

## Sports
Le club de Frimley Town Football Club porte les couleurs de la ville.

## Personnalités liées à la commune

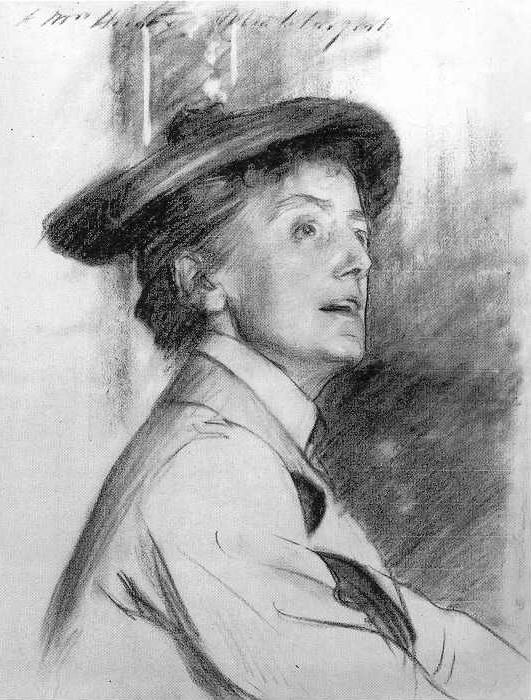
Ethel Smyth a grandi dans la ville.

- James Cobbett, joueur de cricket, est né à Frimley le 12 janvier 1804[1].
- Frimley Park Hospital est le lieu de naissance en 1979 de Jonny Wilkinson, demi d'ouverture de l'équipe nationale d'Angleterre, et un des joueurs de rugby à XV les plus fameux[2].
- Toby Flood, international anglais de rugby, qui a évolué en équipe nationale avec Jonny Wilkinson, est né à Frimley[3] en 1985.
- Lady Louise Mountbatten-Windsor, fille du prince Edward le duc d'Édimbourg, est née à Frimley le 8 novembre 2003.
- James Mountbatten-Windsor, comte de Wessex, est né à Frimley le 17 décembre 2007.

## Crédits
- (en) Cet article est partiellement ou en totalité issu de l’article de Wikipédia en anglais intitulé « Frimley » (voir la liste des auteurs).